# OLT Express Poland
OLT Express Poland (ursprünglich Yes Airways) war eine polnische Fluggesellschaft mit Sitz in Warschau und Basis auf dem Flughafen Warschau.

## Geschichte
OLT Express Poland wurde unter dem Namen Yes Airways 2010 als Charterfluggesellschaft gegründet und bediente diverse Routen zu Urlaubszielen im Mittelmeerraum. Ende 2011 wurde sie unter Führung des Investors Amber Gold zusammen mit ihren neuen Schwestergesellschaften OLT Express Germany (zuvor OLT – Ostfriesische Lufttransport) und OLT Express Regional (zuvor Jet Air) neu strukturiert und erhielt ihren daher auch diesen Namen.
Am 26. Juli 2012 gab OLT Express Poland bekannt, dass vom 27. Juli bis auf Weiteres alle Flüge ausgesetzt werden. Die Gesellschaft wollte sich zukünftig auf das Chartergeschäft konzentrieren. Bereits am 31. Juli wurde jedoch bekanntgegeben, dass man wie schon OLT Express Regional wenige Tage zuvor Insolvenz anmelden und alle Flugzeuge an ihre Leasinggeber retournieren werde.

## Flugziele
OLT Express Poland bot ein dichtes Netz an Verbindungen zwischen Zielen innerhalb Polens an, angeflogen wurden beispielsweise Warschau, Breslau, Krakau, Danzig und Posen. Einige der Strecken wurden durch die Schwester OLT Express Regional bedient. Ab Oktober 2012 wollte OLT Express Poland zahlreiche internationale Ziele bedienen, darunter Memmingen, Dortmund, Liverpool, Rom und Lyon.

## Flotte
Vor Einstellung des Betriebs mit Stand Juni 2012 bestand die Flotte der OLT Express Poland aus zehn Flugzeugen:
- 1 Airbus A319-100
- 9 Airbus A320-200